# Salem Hanna Khamis
Salem Hanna Khamis (سالم حنا خميس) né le 22 novembre 1919 et mort le 16 juin 2005 est un économiste et statisticien palestinien travaillant pour l'Organisation des Nations unies pour l'alimentation et l'agriculture. Il a participé à la formalisation de la méthode de Geary-Khamis qui permet de calculer la parité de pouvoir d'achat.

## Éducation
Salem Hanna Khamis est le fils de Jamileh et Salem Khamis. Il est né dans le village Reineh en Palestine mandataire. Il s'est distingué au cours de ses études secondaires dans le lycée arabe à Jérusalem ce qui lui permet d'obtenir une bourse des autorités britanniques de la Palestine mandataire pour étudier à l'université américaine de Beyrouth où il obtient, en 1941, un Bachelor of Arts (diplôme universitaire de premier cycle) avec les mathématiques comme matière principale et la physique comme matière secondaire. L'année suivante, il obtient un Master of Arts (deuxième cycle) en sciences physiques.
Il a enseigné en 1942 et 1943 au lycée de Akka à Acre et au lycée Saint-Lucas à Haïfa. En 1943, il est nommé assistant au département des mathématiques à l'Université américaine de Beyrouth. En 1945, il obtient une bourse pour passer un doctorat au University College de Londres. Il soutint sa thèse durant la guerre israélo-arabe de 1948-1949 et fut reçu docteur en 1950.
Lorsqu'il était étudiant, Khamis était déjà connu pour ses activités politiques, et notamment sa défense des Palestiniens déplacés. En 1948, il se voit refuser l'entrée dans le jeune État d'Israël lorsqu'il veut rejoindre son village natal.
Il s'installa alors à Alep, en Syrie, où il occupa le poste de professeur des mathématiques appliqués à l'Engineering college à l'université de Damas jusqu'à prendre la tête du département.
Entre 1955 et 1958, il enseigne à l'Université américaine de Beyrouth.

## Nations unies
En 1949, il épouse Mary Guy, avec laquelle il aura quatre enfants : Thea, Hanna, Christopher et Tareq.
Il accepte alors l'invitation des Nations unies à venir travailler dans son département des études statistiques à Lake Success (États-Unis) entre 1949 et 1950, puis à New York de 1950 à 1953. En même temps, il intervient au sein du département des études statistiques de l'université Columbia.
En 1953, il retrouve l'Université américaine de Beyrouth où il est professeur associé d'économie. Entre 1955 et 1958, il y est professeur chef du département de mathématiques.
Entre 1958 et 1963, il exerce la fonction de responsable régional des statistiques de la FAO pour le Proche-Orient, en poste au Caire, aux Émirats arabes unis (de 1958 à 1960 et à Rome de 1960 à 1963).
Entre 1961 et 1970, Salem devient chef de la direction du commerce et des tarifs de la FAO à Rome. Ensuite, de 1970 à 1972, il est directeur et chef de projet des Nations unies à l'Institut des statistiques et de l'économie appliquée à Kampala (Ouganda). En 1972, il retourne à Rome pour y être nommé à la tête du groupe Méthodologie du service de développement statistique, jusqu'à ce qu'il prenne la direction de ce service, de 1975 à 1981. Son travail consistait essentiellement à assister les pays en voie de développement dans les calculs statistiques pour les projets nationaux, régionaux et internationaux ayant trait à l'agriculture et à la nourriture.
Parallèlement, de 1976 à 1978, il travaille à Bagdad comme conseiller et chef de projet des Nations unies à l'Institut arabe pour l'enseignement et la recherche en statistiques.
En 1981, Salem démissionne de son poste au FAO et part pour la Grande-Bretagne où vivent ses enfants. Néanmoins, il continue à œuvrer en tant qu'expert et prend la tête de quelques missions scientifiques des Nations-Unies pour porter conseils à de nombreux pays, tels que :
- 1981-1987 : conseiller statistiques, Fonds arabe pour le développement social Koweït
- 1982 : évaluation et développement des activités statistiques de l'Organisation de libération de la Palestine (OLP)
- 1986 : consultant pour le gouvernement jordanien, centre de recherche rurale, université An-Najah, Naplouse
- conseiller en statistiques pour le Sri Lanka, la Libye, le Soudan, etc.

Salem Khamis est mort de 16 juin 2005, à son domicile de Hemel Hempstead (Grande-Bretagne).

## Contributions scientifiques
Le docteur Khamis contribua à plusieurs dizaines de documents dans les domaines de la statisitique et des mathématiques, notamment dans le cadre de la théorie de l'échantillonnage et de la fonction gamma incomplète, sujet sur lequel il écrivité un livre : Tables of the Incomplete Gamma Function Ratio.
Il contribua aussi dans le domaine de la "théorie des nombres Index" à travers de nombreuses publications à partir de 1972.
En plus de son travail en tant que statisticien international, Khamis aidait de nombreux étudiants, des pays arabes, comme d'autres nations, dans leur scolarité et leurs carrières.
Il était aussi connu pour son soutien aux opprimés et notamment au peuple palestinien et aux réfugiés des camps.